# Cerotrioza bridwelli
Cerotrioza bridwelli är en insektsart som beskrevs av Crawford 1920. Cerotrioza bridwelli ingår i släktet Cerotrioza och familjen spetsbladloppor. Inga underarter finns listade i Catalogue of Life.